# NGC 3755
NGC 3755 este o galaxie spirală situată în constelația Ursa Mare. A fost descoperită în 11 martie 1831 de către John Herschel. Se află la o distanță de 32,06 de megaparseci de Pământ.